# سيكوبا كامارا
سيكوبا كامارا (بالفرنسية: Sekouba Camara)‏ (10 أغسطس 1983 بغينيا - ) هو لاعب كرة قدم غيني في مركز الدفاع. شارك مع منتخب غينيا لكرة القدم. أما مع النوادي، فقد لعب مع نادي كالوم ستار.

## روابط خارجية
- سيكوبا كامارا على موقع قاعدة بيانات كرة القدم.إي يو (الإنجليزية)
- سيكوبا كامارا على موقع ناشيونال فوتبول تيمز (الإنجليزية)
- سيكوبا كامارا على موقع Soccerway.com (الإنجليزية)